# 胡姆利孔
胡姆利孔（德語：Humlikon）是瑞士联邦苏黎世州安德尔芬根区的市镇。该市镇面积为3.68平方千米，海拔高度438米，2018年12月31日人口数为487。

## 外部連結
- 胡姆利孔官方网站 （页面存档备份，存于） （德文）